# Vallis Palitzsch
El Vallis Palitzsch es un valle situado en la región suroriental de la cara visible de la Luna, cerca del gran cráter Petavius. Con una longitud de unos 110 km, la forma de su silueta recuerda al badajo de una campana. Discurre en sentido norte-sur desde Petavius Dhasta unirse al cráter Palitzsch, del que recibe el nombre.

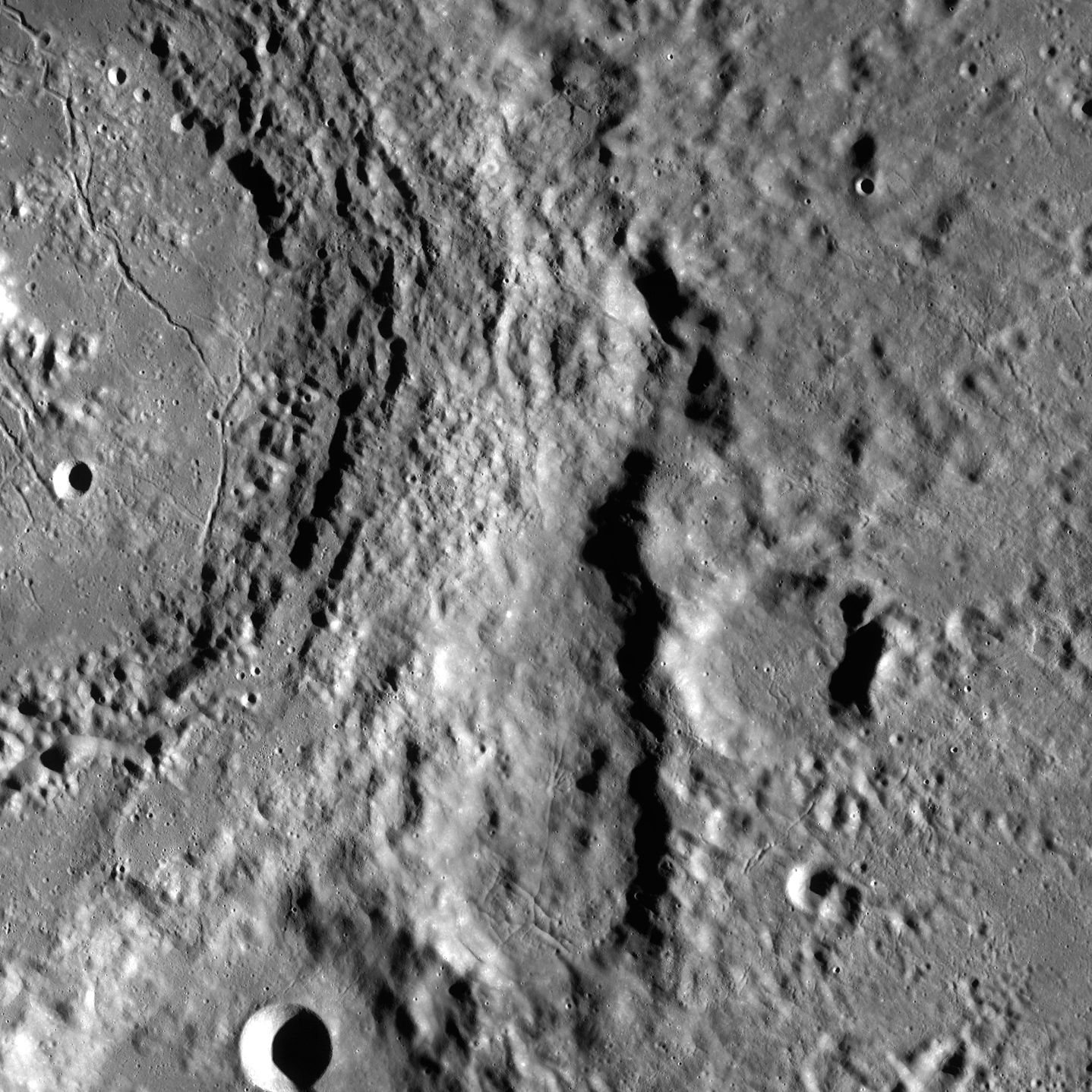
El Vallis Palitzsch, entre Petavius (a la izquierda) y Palitzsch A. (Imagen LRO)

Está centrado en las coordenadas selenográficas 26.16 Sur y 64.64 Este, bordeando el lado oriental de Petavius.
Su nombre hace referencia al astrónomo alemán Johann Palitzsch (1723-1788).